# IV Congresso del Partito Comunista d'Italia
Il IV Congresso del Partito Comunista d'Italia si tenne a Colonia dal 14 al 21 aprile 1931, alla presenza di ventotto delegati di base e ventuno fra invitati e membri dell’apparato.

## Organizzazione
Il IV Congresso del PCd’I, come il precedente, si svolse all’estero a causa delle persecuzioni fasciste. La preparazione venne affidata a Pietro Secchia che fu affiancato da un gruppo di collaboratori – alcuni dei quali caduti durante la Resistenza partigiana. Nonostante l’attività poliziesca e l’arresto di molti militanti comunisti, si tennero clandestinamente congressi provinciali – soprattutto al centro-nord – che designarono i ventotto delegati di base; questi, con documenti falsi necessari per l’espatrio, raggiunsero Colonia e si unirono ai dieci componenti del Comitato Centrale, ai tre delegati della FGCI, al rappresentante delle minoranze slovene e croate, al delegato del Centro estero, ai sette invitati delle sezioni di lavoro, ai delegati italiani delle organizzazioni comuniste italiane in Francia, Belgio e Svizzera. Erano inoltre presenti i rappresentanti dei partiti comunisti francese e belga, e Fritz Heckert, inviato dal Comintern.

## Svolgimento
L’assise si tenne in alcuni padiglioni nei boschi fra Colonia e Düsseldorf. I lavori vennero aperti da Palmiro Togliatti: in una relazione durata quattro ore, in omaggio all'ortodossia il dirigente comunista ribadì la parola d’ordine del socialfascismo; però la sua analisi scartava qualsiasi ipotesi di sbocco catastrofico del capitalismo e di ipotesi rivoluzionaria nella realtà italiana condizionata dall’egemonia del regime fascista, e incitava anche al passaggio dalla pura propaganda alla lotta di massa, attraverso un impegno fra le forze cattoliche e fra gli strati contadini. Insieme a questa indicazione di metodo, gli elementi caratterizzanti delle Tesi congressuali spaziavano dall'abbattimento di fascismo e monarchia alla netta separazione fra Stato e Chiesa, dalla gestione da parte dello Stato proletario di banche e fabbriche espropriate alla distribuzione della terra confiscata ai latifondisti, dalla socializzazione delle grandi aziende agricole alla giornata lavorativa di sette ore in cinque giorni settimanali, dall'autodecisione delle minoranze linguistiche all’autonomismo del Mezzogiorno. Dagli interventi dei delegati di base emersero importanti spunti di riflessione spesso legati a situazioni contingenti ma che assumevano temi di portata generale; e in più contributi vennero richiamati il profilo politico e l'influenza di Antonio Gramsci, la cui figura trovò posto nella presidenza dell'assise insieme a quelle di Stalin, Molotov, il massimo dirigente comunista tedesco Thälmann e quello francese Marty. In questo modo Gramsci veniva consacrato martire del regime fascista, ma si sorvolava sulle sue posizioni che contrastavano con le divergenze di analisi e di prospettiva.
In conclusione, il Congresso designò Berti, Ceriana, Chiarini, Ciufoli, Di Vittorio, Dozza, Frausin, Gennari, Germanetto, Gnudi, Grieco, Longo, Oliva, Santhià, Togliatti e Viana quali membri effettivi del Comitato Centrale che a sua volta elesse un Ufficio politico di cui facevano parte Togliatti, Longo, Grieco, Di Vittorio, Santhià, Dozza e, in qualità di segretario della FGCI, Gian Carlo Pajetta. A causa degli arresti, la composizione del Comitato Centrale nei mesi fu soggetta a variazioni, e vennero cooptati Arturo Colombi, Gian Carlo Pajetta e Teresa Noce.
La cautela del rapporto di Togliatti al Congresso e il suo realismo politico che gli impediva di vedere una prospettiva rivoluzionaria in Italia gli valsero aspre critiche che vennero inoltrate dal polacco Leon Purman a Dmitrij Manuil'skij e da questi trasmesse fino al vertice del PCUS nella persona di Molotov.